# Seleukeia (Pamphylien)
Koordinaten: 36° 52′ N, 31° 29′ O

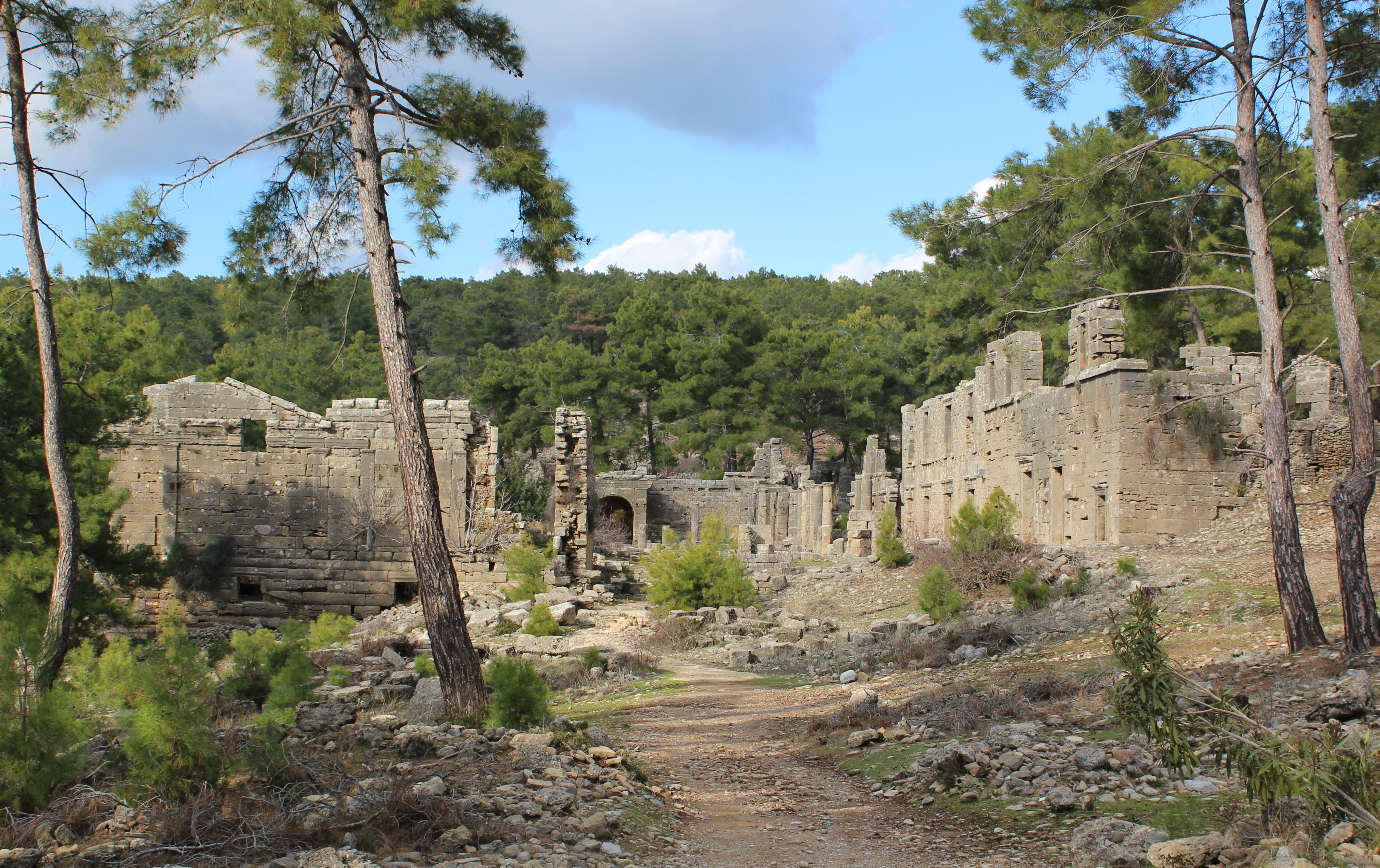
Gesamtansicht von Seleukeia (Türkei)

Seleukeia (altgriechisch Σελεύκεια) war eine antike Stadt in der kleinasiatischen Landschaft Pamphylien. Es wurde sehr lange mit einer Ruinenstätte rund 23 km nördlich des heutigen Side in der Türkei identifiziert, doch deuten neuere Forschungen darauf hin, dass es sich bei diesen schwer zugänglichen Ruinen in Wahrheit um die der antiken Stadt Lyrbe (Λύρβη) handelt und nicht um die von Seleukeia, das vielleicht 15 km westlich von Side lag.

## Geschichte
Seleukeia ist zwar aus mehreren geografischen Werken der Antike namentlich bekannt, die Geschichte der Stadt liegt jedoch weitgehend im Dunkel. Ihr Name weist auf eine seleukidische Gründung hin, möglicherweise unmittelbar durch Seleukos I. Sie wird um 300 v. Chr. gegründet worden sein.

## Archäologie
Die antike Stadt mit der besterhaltenen Agora (Marktplatz) liegt schwer zugänglich und verschont von neuzeitlicher Besiedlung inmitten eines dichten Pinienwaldes. Die Stätte wurde Anfang der 1970er Jahre von Istanbuler Archäologen erforscht, die als kunsthistorisch wertvollste Funde der Stadt ein Orpheusmosaik und eine Bronzestatue des Apollon sicherten – heute im Museum von Antalya.
Die Fundamente einer byzantinischen Kirche – in unmittelbarer Nähe des von vier ionischen Säulen umgebenen Raumes des Orpheusmosaiks an der Nordseite des Marktplatzes – zeigen, dass der Ort im Mittelalter noch oder zumindest wieder bewohnt war. Aufgrund ihrer strategisch günstigen Plateau-Lage auf einem nach Westen abfallenden Berghang brauchte die Stadt nur im Süden durch eine auch heute noch bis zu einer Höhe von 9 Metern erhaltene Stadtmauer geschützt werden.

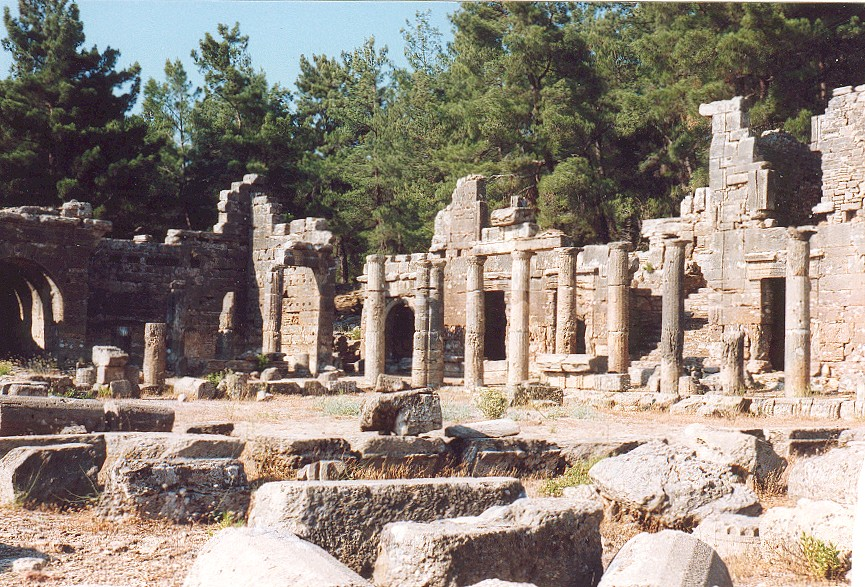
Agora
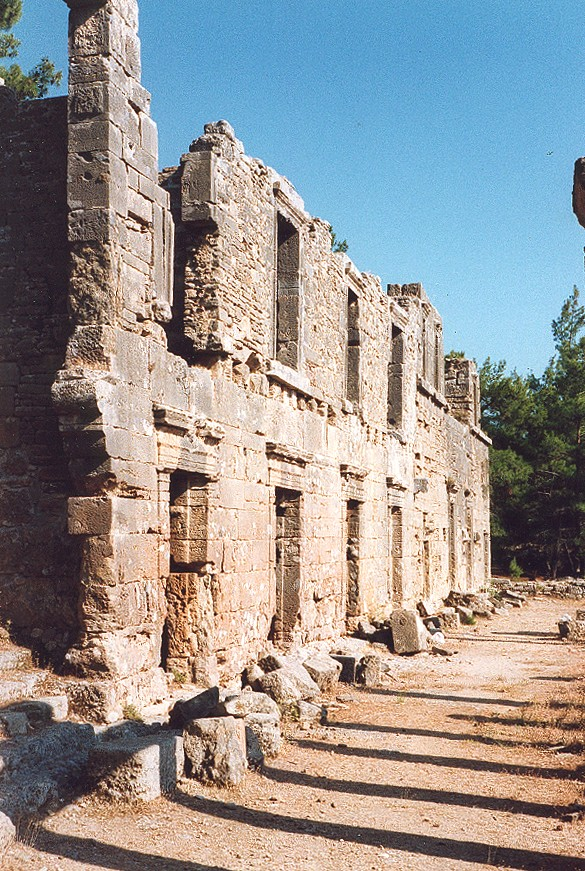
Ladengeschäfte an der Agora
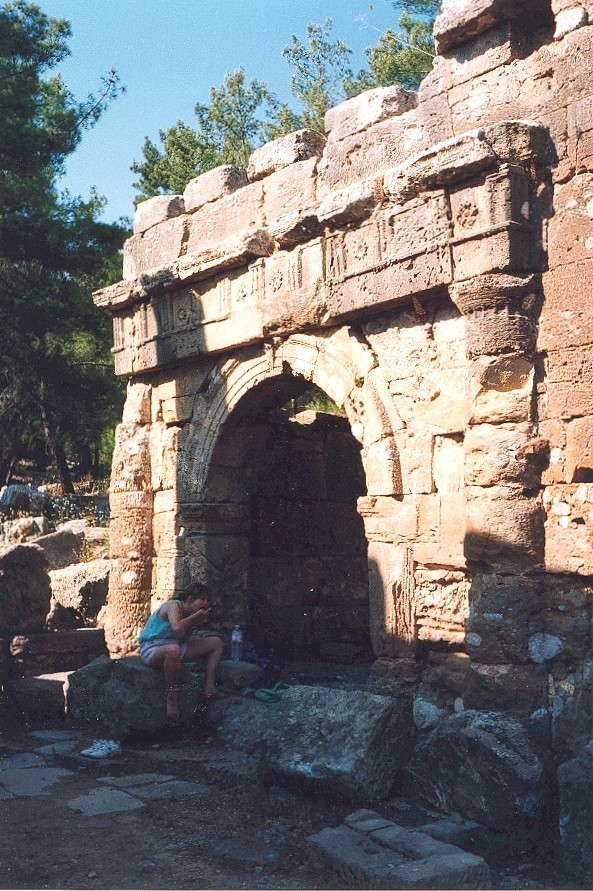
Tordurchgang im Nordosten der Agora
Fassaden von Läden und Odeion
Podiumstempel

Die kaiserzeitliche Agora ruht, um ein ebenes Gelände zu gewinnen, im Westen auf gewaltigen Substruktionen mit Tonnengewölben, die als Magazine genutzt wurden. Im Westen erheben sich acht zweigeschossige Ladengebäude, wie sie in ihrer Erhaltung nur aus Pompeji oder Herculaneum bekannt sind. Südlich schließt sich ein kleines Odeion an.
Wenige Meter nördlich des Marktplatzes ist ein kleiner Podiumstempel mit einem ehemals viersäuligen Pronaos gut erhalten. Weiter westlich, heute überwaldet, lassen sich große Thermen erkennen, deren Reste massiver Marmorauskleidungen für den ursprünglichen Reichtum der Stadt sprechen. Spätere Umbauten erfolgten dann nur noch mit dünnen Platten aus gepresstem Marmorstaub.